# Мате Бобан
Мате Бобан (Совићи, 12. фебруар 1940 — Совићи, 7. јул 1997) био је хрватски политичар из Босне и Херцеговине.
Био је један од оснивача и први предсједник Хрватске заједнице Херцег-Босне, као и оснивач и врховни заповједник Хрватског вијећа одбране, те један од предсједника Хрватске демократске заједнице Босне и Херцеговине.